# گنل مانوکیان
گنل گغامی مانوکیان (ارمنی: Գնել Գեյմանի Մանուկյան؛ زادهٔ ۲ ژانویهٔ ۱۹۶۰) یک سیاستمدار اهل ارمنستان است که از تاریخ ۱۹۹۰ تا تاریخ ۱۹۹۹ سمت نمایندگی دوره اول شورای عالی جمهوری ارمنستان و دوره اول مجلس ملی جمهوری ارمنستان را برعهده داشت.

## زندگی‌نامه
در ۲ ژانویهٔ ۱۹۶۰ در روستای مارماراشن به دنیا آمد و از دانشگاه دولتی فناوری کوبان فارغ‌التحصیل شد. 